# ژالانژ
ژالانژ (به فرانسوی: Jallanges) یک کمون در فرانسه با جمعیت ۳۳۰ نفر است که در Canton of Seurre واقع شده‌است.